# Hayatia procypriota
Hayatia procypriota är en stekelart som beskrevs av Gennaro Viggiani 1996. Hayatia procypriota ingår i släktet Hayatia och familjen hårstrimsteklar. Inga underarter finns listade i Catalogue of Life.